# 정기시

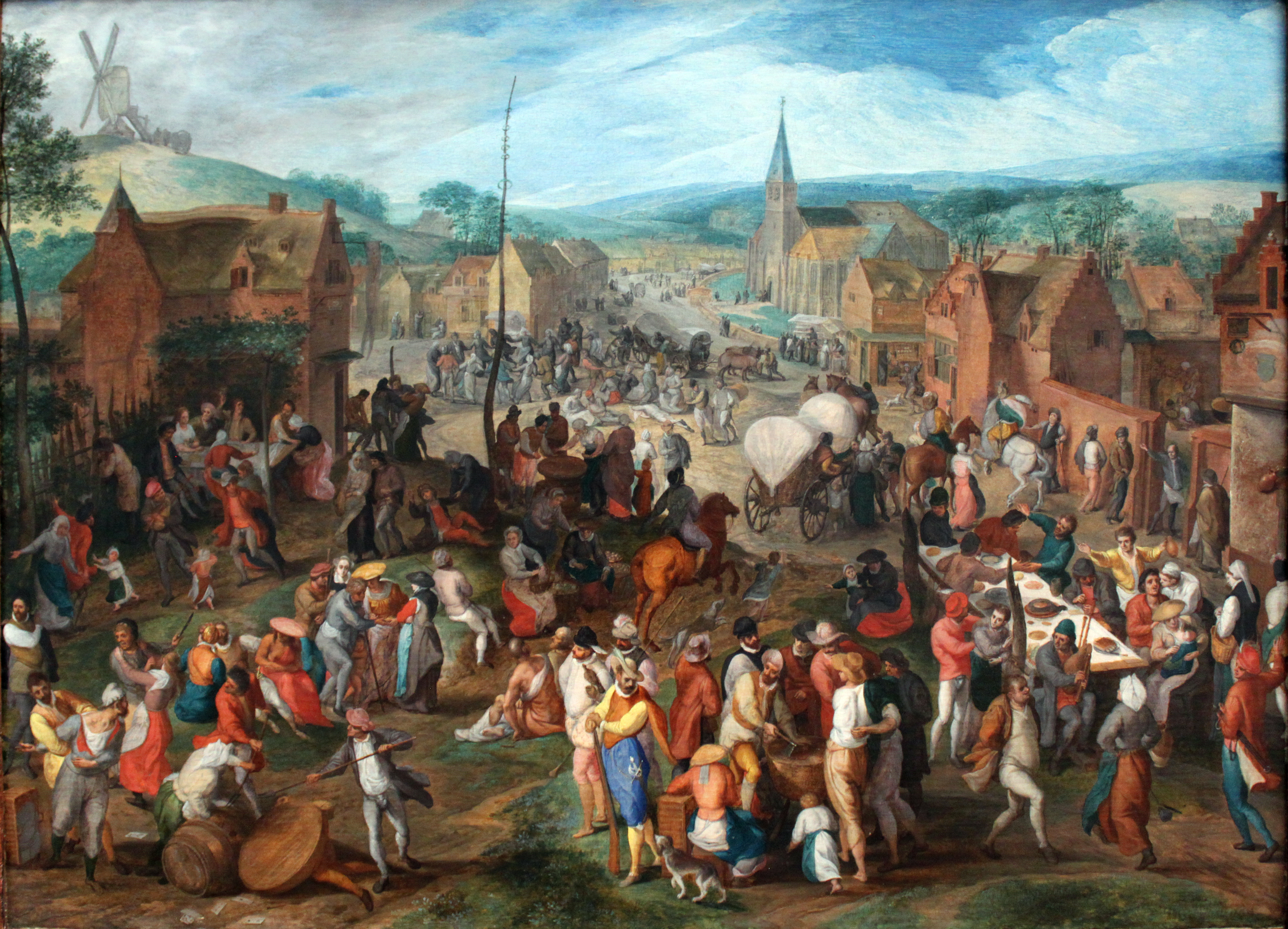
1590년의 중세 정기시를 그린 그림.

정기시(定期市, fair)는 사람들이 모여 농산물이나 동물 또는 다른 상품들을 전시하고 거래하며, 간혹 카니발이나 이동 유원지 따위와 얽혀 즐길 수 있게 되는 것이다. 도서전(book fair), 박람회(trade fair) 등도 정기시의 일종이다.

## 같이 보기
- 샹파뉴 정기시